# Grande Sinagoga di Pécs
La Grande Sinagoga di Pécs, in stile romantico, è un edificio di culto del periodo successivo all'Emancipazione, costruita tra il 1865 e il 1869 e situata nella omonima città in ungherese, è tuttora attiva.

## Storia
Agli ebrei fu concesso di risiedere a Pécs solo nell'Ottocento, successivamente all'Emancipazione. Nella città sarebbero sorte col tempo ben quattro sinagoghe, la prima delle quali fu completata nel 1843, ma ben presto si rivelò troppo piccola per le esigenze della crescente comunità. La Grande Sinagoga di Pécs fu la terza ad essere edificata nella città ma è l'unica oggi ancora esistente e aperta al culto.
I lavori cominciarono nel 1865, su progetto degli architetti Frigyes Feszl, Károly Gerster, and Lipót Kauser. La costruzione fu affidata a Stephen Ivankovics. La cerimonia ufficiale di dedicazione avvenne il 22 luglio 1869. Nel 1905 l'edificio fu rinnovato ed ampliato su progetto di Leopold Baumhorn.

## L'architettura della sinagoga

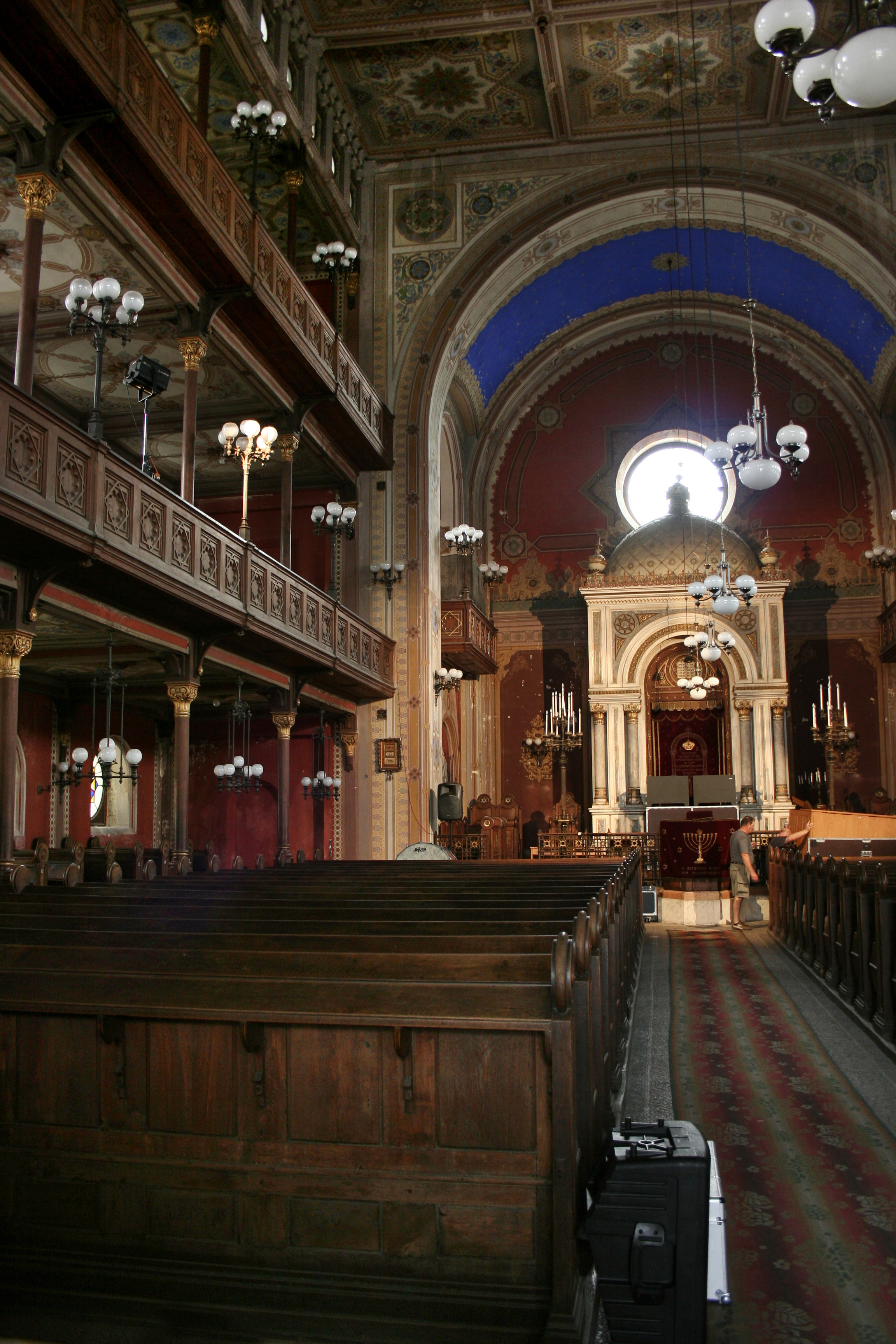
L'interno della sinagoga

Situata vicino al centro di Pécs, la sinagoga presenta una vivace facciata esterna di color pesca, tripartita in corrispondenza delle tre navate interne, con un timpano semicircolare con al centro un grande orologio incorniciato dalla scritta in ebraico ("La mia casa sarà chiamata casa di preghiera per tutte le genti") e sovrastato da una replica delle tavole della Legge.
L'imponente interno ha tre navate. Il soffitto della navata centrale sorge ad un'altezza di oltre 18 metri, creando un senso di grande spaziosità. Su entrambe le navate laterali si apre su due piani il matroneo. La sinagoga ha 448 posti a sedere per gli uomini nella navata centrale e 476 posti per le donne nelle gallerie del matroneo. Gli arredi e le panche in rovere scuro creano un forte contrasto con la luminosità degli esterni.
L'arca con davanti la bimah e due grandi candelieri, è contenuta in un'edicola racchiusa tra pilastri dorati e sormontata da una cupoletta. Ai due lati in alto si aprono la cantoria e l'organo, installato nel marzo 1869 da József Angster, la prima commissione compiuta dalla celebre ditta.

## La situazione odierna
L'Olocausto ha quasi spazzato via la comunità ebraica di Pécs, solo un decimo degli ebrei residenti in città prima della guerra, riuscirono a sopravvivere. La popolazione ebraica è continuata a declinare anche nel dopoguerra. Nonostante tutte le difficoltà, la sinagoga è rimasta integra nella sua struttura e nei suoi arredi. La facciata è stata restaurata tra il 1980 e il 1983; importanti interventi di manutenzione si sono quindi succeduti negli anni seguenti con il contributo del Ministero dei Beni CUlturali ungherese e del World Monuments Fund, incluso il restauro dell'organo nel 2000. L'edificio è oggi regolarmente usato per il culto e aperto al pubblico per la visita, manifestazioni culturali e concerti.